# Tronco costocervical
O tronco costocervical é um ramo da artéria subclávia e dele saem a artéria cervical profunda e a artéria intercostal suprema.